# Das Antigas
"Das Antigas" é uma canção da dupla Bonde da Stronda, faz parte do álbum Corporação e foi disponibilizada juntamente ao lançamento do álbum em 4 de Julho de 2012. O videoclipe para a canção foi lançado em 9 de junho de 2013.

## Sobre a canção
A canção tem como tema as antigas amizades que não devem ser esquecidas e traz ainda uma homenagem a Lorran, amigo de Mr. Thug e Léo Stronda que faleceu aos 20 anos em um acidente de moto. Em entrevista ao G1 Mr. Thug diz: "[Lorran] era um amigo desde os 15 anos. Tive até um grupo de pagode com ele, eu tocava cavaquinho. Ele faleceu em 2010, por acidente de moto. Na música, quis homenagear vários amigos, mas achei que poderia ser especial para ele. Era muito novo. Tinha minha idade, morreu aos 20 anos". Ele também explana através de seu Facebook: "Esse clipe é mais um sonho realizado pra mim, não fiz o clipe dessa música pensando em "estourar" ela, fiz esse clipe pra homenagear todos meus amigos que me ajudaram a chegar aonde cheguei e principalmente ao meu parceiro que se foi, Lorran. Faltaram algumas pessoas no clipe porque infelizmente não é tão fácil encontrar todo mundo pra gravar isso mas independente disso, eu consegui passar exatamente o que eu queria quando escrevi essa música. Nossa mensagem é muito simples, valorize suas amizades, valorize sua família, mesmo que ela seja feita de poucas pessoas, e nunca troque quem sempre te ajudou por alguém que começou a se mostrar 'amigo' agora".
Durante um concerto na Eazy Teen Club em São Paulo, no dia 29 de setembro de 2012, o publico inteiro levantou luzes e fizeram uma oração, logo depois Léo Stronda disse, "Esse é o momento que eu queria agradecer primeiramente a Deus, por ter nos dado essa oportunidade hoje e segundo, a cada um que veio essa noite, tornando essa noite inesquecível na vida de todos nós. Sabe por que? vocês são a família, vocês são os amigos das antigas que tão com a gente desde o inicio [...] Salve pros verdadeiros, pros amigos", e seguiu com a dupla cantando a música "Das Antigas". O show ao vivo foi gravado e postado no canal oficial do Bonde da Stronda no YouTube em 9 de outubro de 2012.

## Video musical
As gravações do clipe "Das Antigas" iniciaram-se em 19 de maio de 2013, onde Mr. Thug veio postando várias fotos em suas redes sociais das gravações. Primeiramente foi lançado um teaser de 39 segundos para o video no dia 2 de junho de 2013 através da JMCD Channel. Um dos cenários do clipe, que teve as gravações finalizadas no fim de maio, foi o Aeroclube Escola de Maricá, na Região Metropolitana do Rio de Janeiro. O video em tema de preto e branco que mostra algumas das pessoas que ajudaram o começo do grupo, foi dirigido por Júnior Marques, que também trabalhou no clipe “Swing do Bonde” da dupla. O videoclipe para a canção foi lançado oficialmente em 9 de junho de 2013 e teve mais de 66 mil visualizações em seu primeiro dia. Após três dias de lançamento no YouTube o video passou de 150 mil acessos e foi destaque na pagina inicial do site.

## Lista de faixas
"Das Antigas" foi escrita e composta por Mr. Thug.
| N.º | Título                | Duração |  |
| 1.  | "Das Antigas"         | 5:27    |  |
| 2.  | "Das Antigas (video)" | 3:58    |  |